# Couvent des Bernardines de Cuers
Le couvent des Bernardines de Cuers est un couvent de cisterciennes réformées situé à Cuers dans le département du Var.

## Localisation
Le couvent était situé le long de l'ancien chemin de Brignoles, actuellement avenue Ponthonier sur la commune de Cuers dans le Var.

## Historique
L'abbaye est fondée en 1640 par Mère Jeanne-Claude de Limojon, supérieure du couvent des Bernardines de La Roche-sur-Foron. Hormis quelques conflits mineurs les rapports sont bons avec les consuls qui exemptent le couvent de la taille mais lui refusent la construction d’un four à pain. L'abbaye connaît alors une période faste puis les effectifs chutent au cours du XVIIIe siècle : de 42 religieuses en 1720 elles passent à 3 en 1761 alors que leurs investissements sont victimes du système de Law. 
En 1767, il n’en reste plus qu’une lorsque le couvent de Toulon est exproprié pour renforcer les défenses de la ville. Mgr de Fleury, évêque du diocèse, en déplace alors les onze occupantes à Cuers où elles arrivent le 14 novembre. Le couvent qui retrouve une certaine prospérité compte 20 religieuses lors de sa suppression en 1790.

## Abbesses de Cuers
- Thérèse-Constance de Pers venue de La Roche-sur-Foron est la première supérieure de Cuers[4].